# Чахуркі
Чахуркі (пол. Czachurki, нім. Steinhof) — село в Польщі, у гміні Победзиська Познанського повіту Великопольського воєводства.
Населення — 27 осіб (2011).
У 1975-1998 роках село належало до Познанського воєводства.

## Демографія
Демографічна структура станом на 31 березня 2011 року:
|          | Загалом | Допрацездатний вік | Працездатний вік | Постпрацездатний вік |
| -------- | ------- | ------------------ | ---------------- | -------------------- |
| Чоловіки | 16      | 6                  | 10               | 0                    |
| Жінки    | 11      | 2                  | 7                | 2                    |
| Разом    | 27      | 8                  | 17               | 2                    |